# デュプティ・トゥアール (装甲巡洋艦)

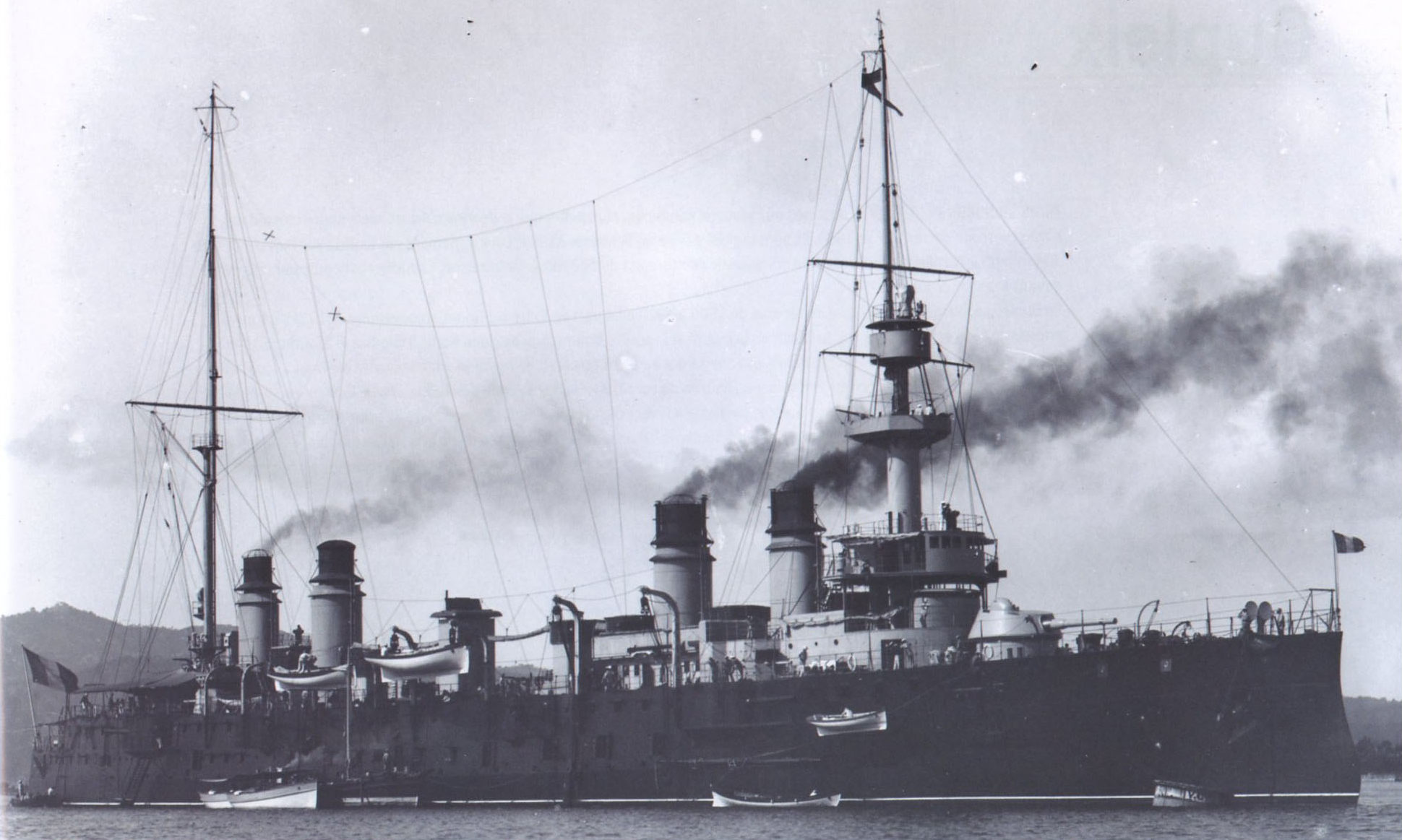

デュプティ・トゥアール（Dupetit-Thouars）はフランス海軍の装甲巡洋艦。ゲイドン級。艦名となっているデュプティ・トゥアールはフランスの海軍士官で、ナイルの海戦の英雄である。

## 艦歴
ツーロン工廠（Arsenal de Toulon）で建造。1899年4月17日起工。1901年7月5日進水。1905年8月28日就役。極東配備となる。1906年12月にブレストに戻った。1907年からは北方艦隊（Escadre du Nord）に属し、1909年10月に地中海に移され、1913年11月に予備役となった。1913年11月、再就役し訓練部隊に属す。

### 第一次世界大戦
第一次世界大戦ではまずシェルブールの第2軽艦隊（2e escadre légère）に属す。開戦後、「デュプティ・トゥアール」などの装甲巡洋艦は潜水艦や水雷艇による哨戒線の支援に当たった。1915年5月、「デュプティ・トゥアール」は地中海へ向かった。「デュプティ・トゥアール」はColonna岬・クレタ島間の哨戒に従事した。「デュプティ・トゥアール」と装甲巡洋艦「グロアール」、「ゲイドン」は1916年2月から一時ダカールに配置された。9月からは西インド諸島配備となった。
1918年になると「デュプティ・トゥアール」は大西洋での船団護衛に従事する。7月24日に28隻からなる船団とともにニューヨークを出航した「デュプティ・トゥアール」は8月7日にブレストから400浬の場所でドイツ潜水艦「U62」の雷撃を受け、魚雷2本が命中して沈没した。生存者は翌日アメリカ駆逐艦「ウォリントン」、「Tucker」、「ドレイトン」、「ウィンスロー」、「ポーター」、「ファニング」に救助された。死者は12名であった。

## 要目
- 排水量：9500トン[16]、または常備排水量9367トン[3]
- 長さ：全長139.68m、垂線間長138.00m[16]、または全長137.97m[3]1
- 幅：水線幅19.4m[16]、または幅19.38m[3]
- 主缶：ベルヴィール缶28基[17]
- 主機：直立型3気筒3段膨張式レシプロ蒸気機関3基、3軸[18]
- 速力：21ノット（設計）[16]、または22ノット[3]
- 装甲：装甲帯150mm（最大）、甲板33/55mm、19cm砲塔161mm、ケースメイト102mm、司令塔174mm[19]、または装甲帯40-150mm、甲板40-56mm、砲塔200mm、ケースメイト160mm、司令塔160mm[3]
- 兵装：M1893-96 40口径19cm砲2門（単装）[21]、M1893-96 45口径16cm速射砲8門[23]、M1893 45口径10cm速射4門（単装）、M1885 40口径47mm速射砲18門または16門（単装）、37mm速射砲4門または6門（単装）、45cm水中魚雷発射管2門、魚雷6本[24]